# Odin iz nas
Odin iz nas (Один из нас) è un film del 1970 diretto da Gennadij Ivanovič Poloka.